# Sitges
Sitges (/sidʒəs/ en catalan) est une commune espagnole située dans la province de Barcelone en Catalogne. Elle est l'une des six communes de la comarque du Garraf. Elle compte une population de plus de 31 954 habitants.

## Géographie

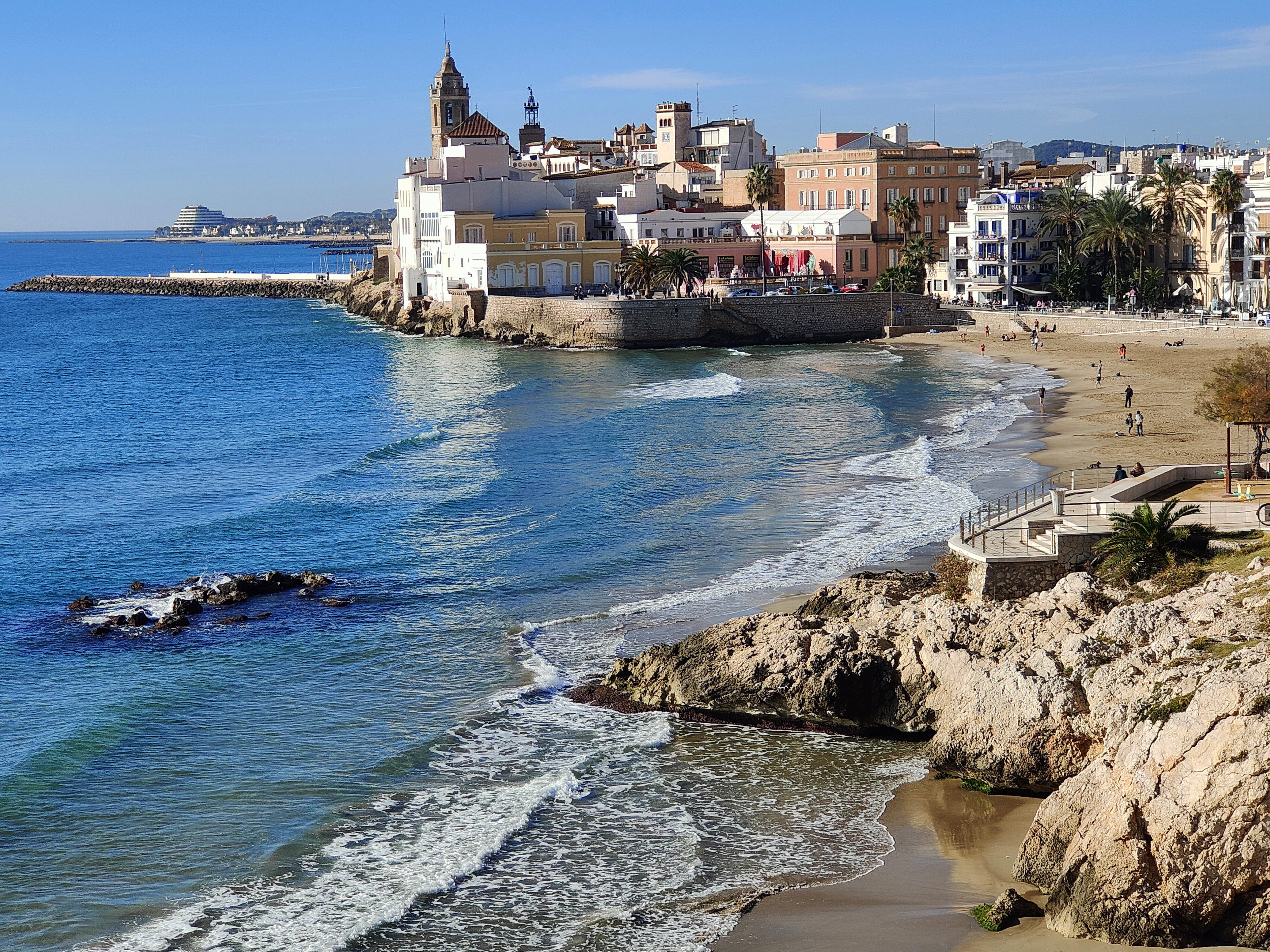
Centre historique de Sitges.

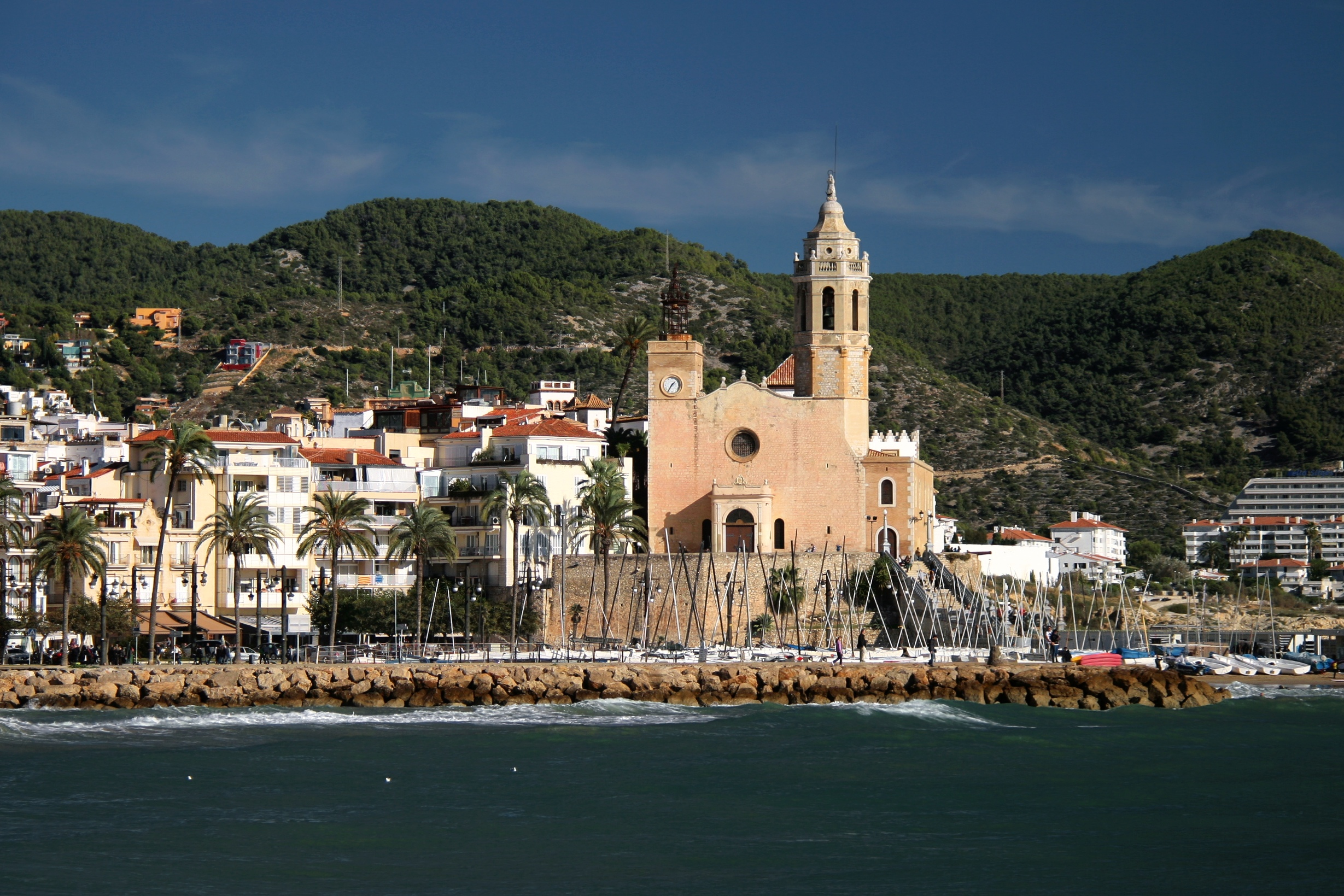
Vue de Sitges et de l'église Saint-Barthélemy et Sainte-Thècle depuis la mer.

Commune située à 40 km au sud de Barcelone, Sitges a longtemps été enclavée. Elle est encerclée par les collines au nord et la mer Méditerranée au sud. Les communes limitrophes sont Sant Pere de Ribes à l'ouest et au nord-ouest, Olivella et Begues au nord, et Casteldefels à l'est. Sitges est aujourd'hui accessible par autoroute depuis Barcelone mais, très longtemps, seule une petite route de bord de mer et la route traversant les montagnes par Sant Pere de Ribes ont permis de la rejoindre.

## Urbanisme
La zone urbanisée de la commune s'étend à l'ouest, le long du littoral, cependant que la plus grande partie du territoire est formé de collines boisées à l'est. 

## Histoire

### Origines

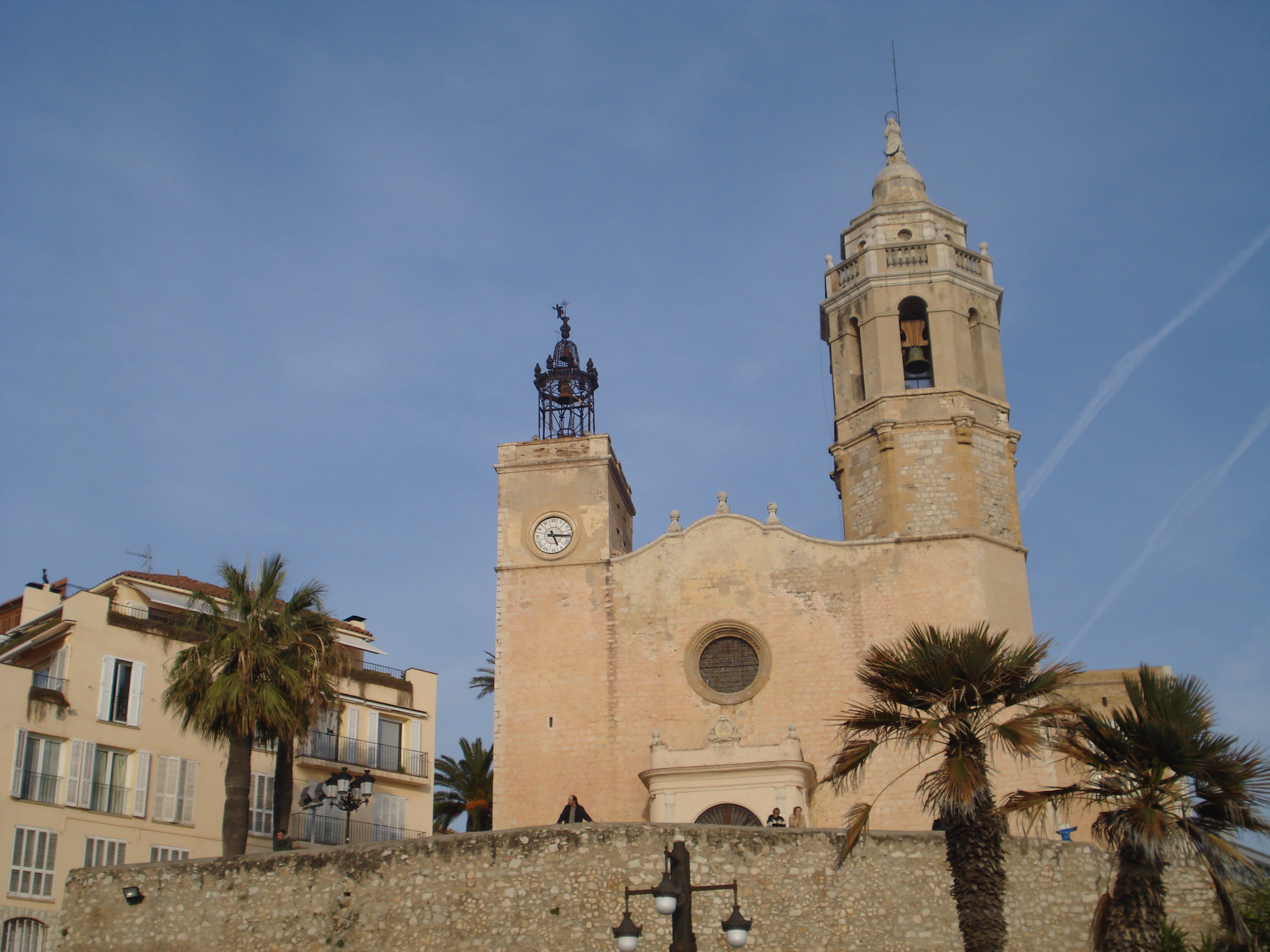
Église de Saint-Barthélemy et Sainte-Thècle.

Le territoire de Sitges est occupé au Néolithique et à des époques plus récentes comme un établissement ibère au IVe siècle av. J.-C. De plus, au Ier siècle, deux petits établissements humains, l'un aux alentours de la colline de la Punta, l'autre à l'ermitage du Vinyet. À l'époque romaine, Sitges, alors unie à Olèrdola, sert de lieu d'échange entre les produits de Penedès et d'autres centres de la Méditerranée.
Au Moyen Âge, un château est construit sur la colline de la Punta, où aujourd'hui se trouve la mairie (construite en 1889) et qui a comme premier propriétaire la Seo de Barcelone qui plus tard le cède au comte Mir Geribert (ca) (1041). Au XIIe siècle, Sitges est sous le contrôle de la famille Sitges, qui adopte le toponyme de la ville comme patronyme. Cette famille régit la communauté de 1116 à 1308, alors qu'Agnès de Sitges vend ses titres de châtelaine à Bernat de Fonollar (ca) qui est seigneur entre 1306 et 1326. Après la mort de sa seconde épouse, Blanca d'Abella, Sitges, par décision successorale, passe aux mains de la Pia Almoina de Barcelone (Musée diocésain de Barcelone (ca)), institution ecclésiastique qui aide les pauvres, jusqu'en 1814. Bernardo de Fonollar, noble bien en vue à la cour de Jacques II d'Aragon, repose, lui et son épouse, à l'église de Saint Barthélemy et Sainte Tècle de Sitges (ca). La vie des habitants durant cette période s'organise autour de la colline du Baluard, fortifiée et reliée au reste de la localité par un pont au-dessus de l'actuelle rue Major. Trois tours sont également élevées en différents lieux du village en 1303. Le palais du roi Moro (ca) daterait du XIVe siècle.
La ville se transforme grâce aux artistes et mécènes, notamment Charles Deering (en) et son décorateur Miquel Utrillo qui fondent le Palais Maricel (es). Amoureux de cette baie, Deering a importé des différentes régions d'Espagne des éléments de châteaux et autres monuments, créant un quartier au charme incomparable derrière l'église, à l'emplacement d'un village de pêcheurs. Ces bâtiments lui serviront en partie de palais et pour une autre partie de dispensaire et hôpital. Ce quartier a gardé tout son cachet; il abrite dorénavant des musées et héberge des concerts et autres événements culturels.

### Époque moderne
D'abord région viticole, l'épidémie de phylloxéra au XIXe siècle pousse les habitants à chercher de nouvelles sources de revenus. Certains les chercheront dans les îles de l'Atlantique et en particulier à Cuba. Chassés lors de la libération de l'île, « los Cubanos » comme ils vont être surnommés alors, reviennent dans leur région d'origine riches de leur nouvelle fortune. Certains ont laissé leur trace sur le nouveau continent comme ce Catalan qui a créé le rhum Bacardi à Santiago de Cuba. On trouve d'ailleurs bien des références à ce passé dans les rues de la vieille ville. Plusieurs lieux portent des noms évocateurs : Islas de Cuba, Matanzas, Pinar del Rio... mais aussi des azulejos (céramiques) représentant l'île de Cuba. Los cubanos vont alors se faire construire un ensemble de résidences qui font maintenant le charme de cette station balnéaire. Ces résidences reprennent les éléments architecturaux cubains de l'époque (vitraux multicolores, persiennes, style colonial). On retrouve le même phénomène à Cadaques.
À la même époque, Sitges devient un centre artistique majeur sous l'influence des luministes, les premiers peintres bénéficiant des évolutions techniques permettant de peindre en extérieur. La fabuleuse lumière orangée baignant la ville le soir leur fournit un thème de prédilection. Le plus influent de ces peintres a sans doute été Santiago Rusinol qui, en 1891, a découvert une nouvelle manière de faire vivre son art. L'École de Sitges rassemble à cette époque Joan Roig, Arcadi Mas i Fondevila ainsi que Joaquim de Miro et Joam Batlle Arnell. Dès 1892, sous l'impulsion de Rusinol, Sitges accueille ce qu'il sera convenu d'appeler la première fête moderniste au sein de la mairie. Ce rassemblement accueillera dès sa deuxième édition des artistes belges et se poursuivra jusqu'à sa cinquième et dernière édition.
Dans les années 1960, avec l'ouverture de l'Espagne au tourisme, Sitges devient la parente continentale d'Ibiza. L'établissement du Pacha Club, comme celui d'Ibiza, et le développement d'une communauté hippie puis gay contribuent à l'ouverture de la ville sur l'Europe. Avec la fin du franquisme et l'adhésion de l'Espagne à l'Europe, la ville se développe en tant que station balnéaire, avec une vive impulsion donnée par les Jeux olympiques d'été de 1992. Jusque-là surtout connue des Barcelonais et de quelques Européens, la renommée de la ville s'étend au-delà des frontières espagnoles, en particulier dans le domaine du tourisme LGBT. En 2006, Sitges contre l'homophobie, premier mémorial à la communauté LGBT d'Espagne, est inauguré.

## Politique et administration
Aux élections municipales de 2015, Convergence et Union (CiU) remporte l'élection, renouvelant le mandat de Miquel Forns. Le Parti, ne formant pas la majorité au conseil, gouverne en coalition avec l'ERC. Lors des élections, les représentants de CiU entrent en force à l'administration de la ville pour la première fois (3 conseillers) tandis que Capgirem Sitges (la plateforme de la CUP de Sitges) augmente ses suffrages de manière importante par rapport aux élections précédentes, le nombre de ses conseillers passant de un à trois. À la suite des élections de 2019, ERC obtient quatre sièges et dirige la ville avec le soutien du groupe indépendant et de Guanyem Sitges, Aurora Carbonell devient la première femme maire de la commune. Elle est réélue en 2023 par les conseillers d'ERC et de quatre autres listes de gauche ou écologiste, mais quatre jours plus tard, elle est arrêtée par la Police nationale pour corruption présumée dans l'octroi de subventions municipales.
| Période | Période  | Identité                  | Étiquette | Qualité |
| ------- | -------- | ------------------------- | --------- | ------- |
| 1979    | 1983     | Jordi Serra Villalbí      | PSC       |         |
| 1983    | 1987     | Josep Cots Puigdolles     | CiU       |         |
| 1987    | 1995     | Jordi Serra Villalbí      | PSC       |         |
| 1995    | 2003     | Pere Junyent Dolcet       | CiU       |         |
| 2003    | 2011     | Jordi Baijet i Vidal      | PSC       |         |
| 2011    | 2019     | Miquel Forns i Fusté      | CiU       |         |
| 2019    | En cours | Aurora Carbonell i Abella | ERC       |         |

| %                                  | Conseillers |   |
| Convergence et Union               | 19,23 %     | 5 |
| Sitges en Positiu (PSC + ICV-EUiA) | 13,33 %     | 3 |
| Ciudadanos                         | 10,78 %     | 3 |
| Gauche républicaine de Catalogne   | 10,65 %     | 3 |
| Candidature d'unité populaire      | 10,58 %     | 3 |
| Nou Horitzó                        | 9,22 %      | 2 |
| Sitges-Groupe indépendant          | 7,00 %      | 1 |
| Parti populaire catalan            | 6,49 %      | 1 |

Sitges est jumelée avec les villes suivantes :
- Andorra (Espagne),
- Bagnères-de-Luchon (France),
- Monemvasia (Grèce).

## Démographie
| 1991   | 1996   | 2001   | 2004   | 2005   | 2008   | 2015   |
| ------ | ------ | ------ | ------ | ------ | ------ | ------ |
| 13 109 | 16 801 | 19 893 | 23 172 | 24 470 | 27 070 | 28 269 |

Population totale, période longue, 1497-2010
Population totale, période récente, 1996-2015

## Économie

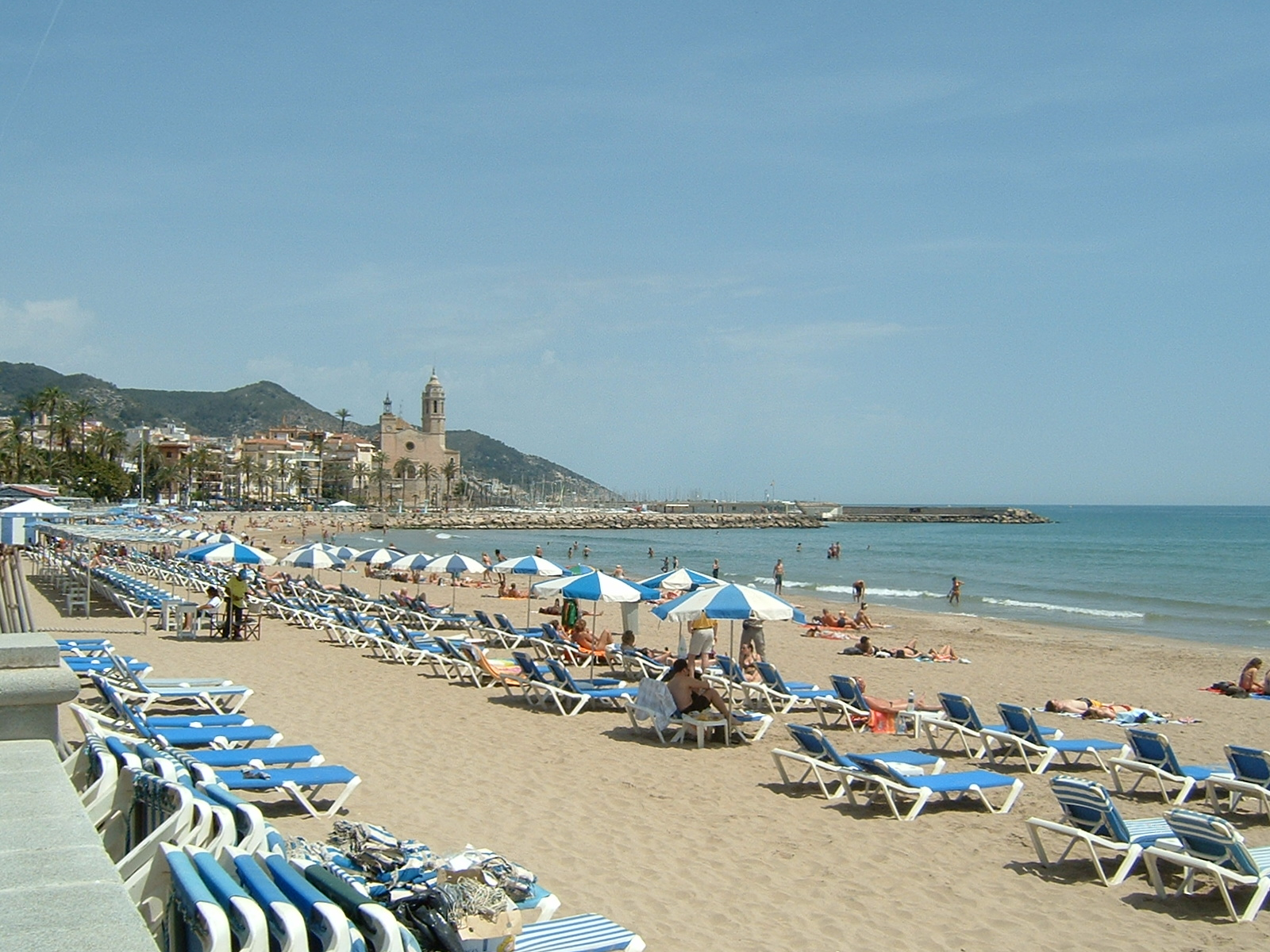
Plage de Sitges.

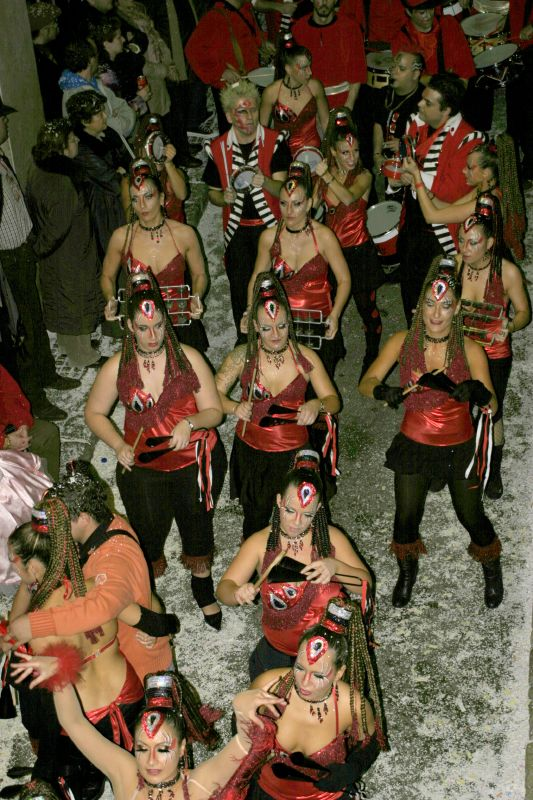
Carnaval de Sitges 2007.

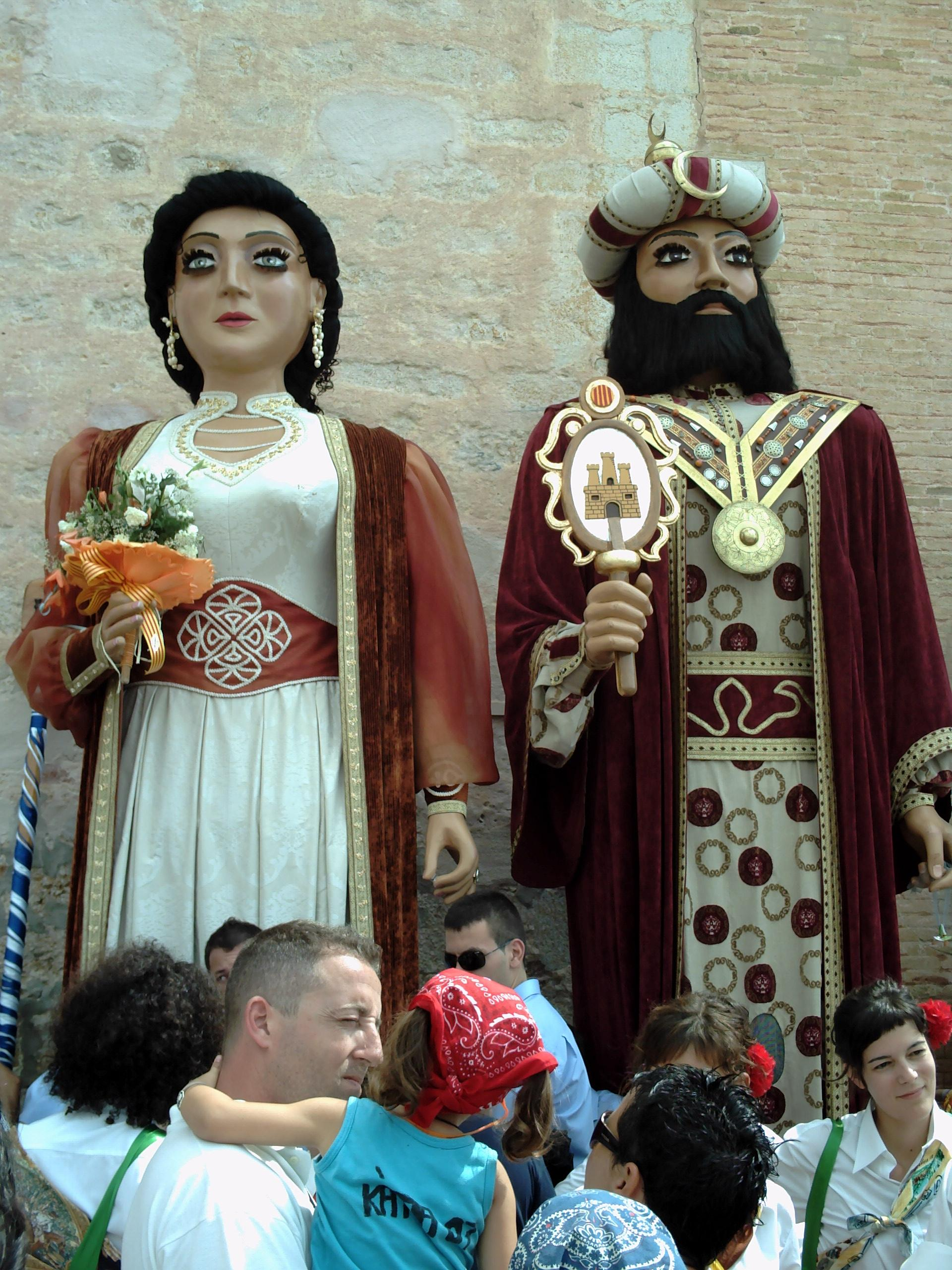
Festa Major de Sitges.

Sitges comporte une infrastructure touristique importante, avec trois ports de plaisance (Ports de Ginesta, Garraf et Aiguadolç). En plus du tourisme, l'économie locale comprend les pêcheries et la fabrication de souliers, activité économique aujourd'hui disparue, à l'exception de petits ateliers.
La station balnéaire est considérée comme l'une des destinations touristiques les plus courues par la communauté LGBT dans la péninsule Ibérique, des établissements nombreux et variés spécialisés dans le tourisme LGBT s'étant implantés au cours des dernières décennies. La plage de Sitgés, surnommée le Saint-Tropez d'Espagne, est considérée comme l'une des plus belles d'Europe et est également comparée à Provincetown comme destination gaie.
Sitges est l'une des villes les plus chères d'Espagne : en 2008, le prix moyen du mètre carré y était de 5 467 euros et pouvait atteindre plus de 11 250 euros. Le Groupe Bilderberg, réunissant des personnalités économiques, politiques et médiatiques importantes du monde entier, a tenu une rencontre du 3 au 6 juin 2010 à l'hôtel Dolce de Sitges. Les principaux sujets abordés y sont la crise de la dette publique grecque, la survie de l'euro, l'économie du Japon, et l'avenir du dollar américain et de ses alternatives.

## Culture et patrimoine

### Monuments
L'église Saint-Barthélemy et Sainte-Thècle (ca), surnommée La Punta, est le monument emblématique de la ville.
L'ermitage de la Trinité (ca) s'élève sur un promontoire isolé au-dessus de la mer, à l'est de la ville. Il remonte au XIVe siècle mais les bâtiments actuels datent du XVIIIe siècle.
Le monument Sitges contre l'homophobie (en catalan : Sitges contra la homofobia), sculpture contemporaine célèbre au niveau international et dédiée à l'histoire des persécutions contre les lesbiennes et les homosexuels, est situé dans la ville.

### Musées et institutions culturelles
Le musée Maricel (ca), ancien palais, abrite depuis 1970 un musée d'art.  
Le musée Cau Ferrat est installée dans l'ancienne maison-atelier de l'artiste Santiago Rusiñol.
La ville héberge également le musée romantique Can Llopis et la Fondation Stämpfli.

### Manifestations culturelles
Les principaux événements annuels ayant lieu à Sitges comprennent :
- Le Festival international du film de Catalogne, consacré aux films fantastiques, de science-fiction et d'horreur, est l'un des principaux événements culturels de Sitges. Ce festival dont la première édition est organisée par Pedro Serramalera sous le nom de Semaine internationale du cinéma fantastique, s'ouvre aux autres genres et prend sa dénomination actuelle en 1997.
- La Fête-Dieu (Corpus Christi) est l'un des événements majeurs de Sitges, avec, plus particulièrement, le tapis du Cap de la Vila, fait d’œillets qui agrémente d'un des sites les plus emblématiques de Sitges[11].
- Le Carnaval de Sitges (ca), qui a lieu en février, devient l'un des principaux événements à Sitges. L'arrivée de Sa Majesté Carnestoltes, la présentation de la reine du Carnaval, la Rúa de la Disbauxa (dimanche), la Rúa de l'Extermini (Mardi Gras) et l'adieu de Sa Majesté Carnestoltes (Mercredi des Cendres) sont les moments forts du Carnaval, auxquelles s'ajoutent une multitude d'activités dans les rues, résidences et écoles de la ville[12].
- La fierté gaie en juin.
- Le rallye des vieilles voitures.
- La fête des fleurs.

## Personnalités
- Eliseu Meifrèn (1857-1940), peintre catalan moderniste, marqué par l'influence de l'impressionnisme, inspiré par Sitges[13].
- Juan Navarro Ramón (1903-1989), artiste peintre, a vécu à Sitges de 1976 à sa mort.
- Christopher Small (1927-2011), musicien, compositeur, pédagogue et auteur néo-zélandais, mort à Sitges.